# Place Gaston-Poittevin
La place Gaston-Poittevin  est une place située à Reims vers le sud.

## Situation et accès
Rond-point servant de croisement de la rue Clovis et de la rue Boulard deux rues du centre ville.

## Origine du nom
Elle rend hommage au député Gaston Poittevin de la première circonscription de la Marne, mort en déportation au camp de Buchenwald.

## Historique
Ancienne place Clovis, elle prit le nom actuel en 1946.